# Best of Biagio Antonacci 1989 2000
Best of Biagio Antonacci 1989 2000 è la seconda raccolta del cantautore italiano Biagio Antonacci, pubblicata il 23 maggio 2008.

## Il disco
Questo doppio album antologico raccoglie il meglio della sua produzione dal 1989, anno del suo primo progetto discografico intitolato Sono cose che capitano, fino al 2000, sancito dalla pubblicazione della sua prima raccolta ufficiale Tra le mie canzoni, che segna la fine del rapporto di lavoro con la Universal ed il passaggio alla sua attuale casa discografica, la Iris s.r.l.
Ascoltando le tracce inserite in ordine sparso e non cronologico, l'album ripercorre le tappe fondamentali della carriera di Biagio, riportando alla mente rarità come Fiore, Sono cose che capitano, Che fretta c'è e Voglio vivere in un attimo, tratte dal suo primo album che, insieme al disco successivo Adagio Biagio, permise ad Antonacci di farsi notare artisticamente, ma non riuscì ad ottenere il successo sperato, che però arrivò nel 1992 con l'album Liberatemi. Passando quindi tra le note di Se tu fossi come, Baciami stupido, Tra le righe e la caricatissima Cercasi disperatamente amore, tratte dall'album del 1991, si arriva al grande successo di Liberatemi, che dà il via alla brillante carriera di Biagio, coronata da successi come Iris (tra le tue poesie, Se io,se lei, Quanto tempo e ancora, Se è vero che ci sei, Le cose che hai amato di più, In una stanza quasi rosa.

## Tracce
CD 1
1. Iris (tra le tue poesie) - 4:01
2. Le cose che hai amato di più - 4:17
3. Liberatemi - 4:29
4. Non so più a chi credere - 4:20
5. Se io, se lei - 4:55
6. Così presto no - 4:46
7. Come siamo tanti al mondo - 4:25
8. Non è mai stato subito - 4:39
9. Quanto tempo e ancora - 4:00
10. Cercasi disperatamente amore - 4:29
11. C'è ancora qualcuno - 4:48
12. Che fretta c'è - 4:12
13. Cosa fai ragazza - 4:06
14. Se tu fossi come - 4:29
15. Sei - 5:06
16. Si incomincia dalla sera - 3:34
17. Baciami stupido - 3:22
18. Voglio vivere in un attimo - 4:22

CD 2
1. Non parli mai - 4:00
2. Mi fai stare bene - 3:46
3. Il mucchio - 3:45
4. Sono cose che capitano (con Ron) - 3:52
5. Danza sul mio petto - 4:59
6. Ti ricordi perché - 4:06
7. Prima di tutto - 4:26
8. In una stanza quasi rosa - 4:51
9. Se è vero che ci sei - 4:39
10. Alessandra - 4:02
11. Assomigliami - 4:48
12. Fino all'amore - 4:23
13. Non vendermi - 4:15
14. Non serve - 3:54
15. Tra le righe - 4:30
16. Se ti vedesse mamma - 4:00
17. Dove il cielo è più sereno - 5:27
18. Fiore - 5:05

## Classifiche

### Classifiche settimanali
| Classifica (2008) | Posizione massima |
| ----------------- | ----------------- |
| Italia            | 3                 |
| Svizzera          | 70                |

### Classifiche di fine anno
| Classifica (2008) | Posizione |
| ----------------- | --------- |
| Italia            | 26        |